# Мончегорская улица (Санкт-Петербург)
Мончего́рская у́лица — улица в Петроградском районе Санкт-Петербурга. Проходит от Большого проспекта Петроградской стороны до Малого проспекта Петроградской стороны.

## История
Первоначальное название 1-я улица известно с 1791 года. Она была одной из семи номерных улиц, расположенных перпендикулярно Большому проспекту Петроградской стороны. 20 января 1858 года дано название Павловская улица по городу Павловску в ряду улиц Петербургской стороны, наименованных по населённым пунктам Санкт-Петербургской губернии.
Современное название Мончегорская улица дано 26 декабря 1940 года по городу Мончегорску Мурманской области.

## Достопримечательности
- 71 отдел полиции Петроградского района (дом 6).